# Neurigona cyanescens
Neurigona cyanescens är en tvåvingeart som först beskrevs av Friedrich Hermann Loew 1858.  Neurigona cyanescens ingår i släktet Neurigona och familjen styltflugor. Inga underarter finns listade i Catalogue of Life.